# ليبايا لوفاس
ليبايا لوفاس (باللاتفية: BK Liepāja/Triobet)‏ هو فريق كرة سلة لاتفي للمحترفين تأسس في سنة 1991 يقع مقره في ليبايا. يلعب في دوري لاتفيا لكرة السلة ودوري البلطيق لكرة السلة. من أبرز اللاعبين الذين لعبوا معه آرون جونسن.

## وصلات خارجية
- الموقع الرسمي